# Adone Asinari
Adone Asinari (Pomponesco, 12 maggio 1910 – Milano, 13 giugno 1984) è stato un pittore italiano, fratello maggiore di Franco.

## Biografia e produzione artistica
Giovanissimo, si trasferì a Milano dove frequentò le Scuole d'arte dell'Umanitaria e la Scuola superiore d'Arte applicata all'Industria del Castello Sforzesco.
Nel 1927 aderì al Futurismo dopo un incontro con Marinetti, e l'anno successivo fu tra i partecipanti alla Rassegna nazionale futurista presso la Galleria Pesaro di Milano; del futurismo diventò un rappresentante di particolare originalità.
Si dedicò alle tematiche del dinamismo plastico e alle relative sperimentazioni, che sviluppò in modi via via sempre più autonomi, con particolare ricerca sull'immagine e sulla sua percezione. Intorno alla metà degli anni trenta si interessò al linguaggio costruttivista. 
Intrattenne rapporti con personalità quali Franco Grignani, Bruno Munari ed Enrico Prampolini.
Nel 1942 fu chiamato alle armi, venne fatto prigioniero in Sicilia e inviato in un campo di concentramento in Tunisia. Nel dopoguerra approfondì la sua ricerca nel campo del Costruttivismo. Nel 1952 fu con Munari nell'iniziativa "Oltre la pittura".
Alla pittura affiancò anche l'attività di docente: negli anni sessanta insegnò alla Scuola d'Arte del Castello Sforzesco e negli anni settanta insegnò grafica all'Istituto d'arte "Paolo Toschi" di Parma. Nel 1980 partecipò alla mostra milanese Arte Struktura, a cura di Carlo Belloli. Nel 1981 gli viene allestita un'ampia mostra antologica nella Villa Cusani Tittoni Traversi di Desio.